# Senningerberg
Senningerberg (en luxembourgeois : Sennengerbierg ) est une section de la commune luxembourgeoise de Niederanven située dans le canton de Luxembourg.

## Histoire
Le nom de la localité de Senningerberg est mentionné pour la première fois en 1842 sur le cadastre original. Senningerberg a connu son premier essor grâce à la mise en service de la ligne à voie métrique Luxembourg-Echternach en 1904. Autour de la gare, construite pour la localité de Senningen, plusieurs bistrots ont vu le jour, faisant de Senningerberg avec le Grünewald un lieu d’excursion de la population de la ville de Luxembourg.

## Démographie
Voici un tableau récapitulatif de la population de Senningerberg depuis 1900,.
| 1900 | 1960 | 1973 | 1979  | 1982  | 1992  | 2000  | 2002  | 2005  | 2015  |
| ---- | ---- | ---- | ----- | ----- | ----- | ----- | ----- | ----- | ----- |
| 95   | 302  | 626  | 1 021 | 1 111 | 1 601 | 1 654 | 1 603 | 1 526 | 1 620 |